# Воскресение (фильм, 1958)
«Воскресение» — фильм-драма 1958 года западногерманского режиссёра Рольфа Ханзена. По одноимённому роману Льва Толстого.

## В ролях
- Хорст Буххольц — Дмитрий Нехлюдов
- Мириам Брю — Катюшка
- Эдин Мил — Федося
- Рут Нихаус — Мисси
- Леа Массари — Мирия Павловна
- Мариса Мерлини — Бочкова
- Гюнтер Людерс — председатель суда
- Габриель Дорзиа — Китаева
- Тиль Киве — Тарас
- Элизабет Фликеншильдт — Агафена
- Эрнст Шрёдер — губернатор
- Эрнст Фюрбрингер — полковник
- Тилла Дюрье — старушка
- Рома Бан — великая княгиня

## Критика
Дороговато поставленная экранизация Толстого, с не всегда убедительными исполнителями.Оригинальный текст (нем.)Kostspielig in Szene gesetztes Rührstück nach Tolstoi, mit nicht durchweg überzeugenden Darstellern.— Auferstehung (1958) // Filmlexikon Zweitausendeins

Христианская проблематика позднего романа Льва Толстого хотя и смело укрупнена авторами богатого по характеру цветного фильма, но отнюдь не увековечена. Однако, внутренняя трансформация князя Нехлюдова, добровольно отправившегося в Сибирь, чтобы искупить вину, слишком приблизила его к обычному кинематографу из царской России. Только некоторые второстепенные роли сыграны адекватно. Хорст Бухгольц, играющий Нехлюдова, терпит неудачу наиболее отчетливо. Он гораздо больше жалкий, чем кающийся князь.
Оригинальный текст (нем.)Die christliche Problematik aus Leo Tolstois spätem Roman ist von den Autoren des figurenreichen Farbfilms zwar tapfer vergröbert, doch keineswegs fortgeschwemmt worden. Regisseur Rolf Hansen hat allerdings die innere Wandlung des Fürsten Nechljudoff, der freiwillig nach Sibirien geht, um eine Schuld zu sühnen, zu nahe an das übliche Kinogepränge aus dem zaristischen Rußland herangerückt. Nur einige Nebenrollen sind angemessen besetzt. Horst Buchholz, der den Nechljudoff spielt, versagt am deutlichsten. Er ist weit eher ein beklommenes Kellerkind als ein büßender Fürst.
— Neu in Deutschland: Auferstehung // Der Spiegel, Nr. 45, 1958, S. 73.

## Награды
Тилла Дюрье была номинирована на Немецкую кинопремию в категории «Лучшая женская вспомогательная роль».

## Дополнительно
Исполнители главных ролей Хорст Бухгольц и Мириам Бру познакомились на съемках, впоследствии стали парой и поженились. Мириам Бру ушла из кино, так что это была её последняя роль в фильме.